# Hans Ölvebro
Hans Arne Ölvebro, tidigare Johansson, född 15 februari 1945 i Bromma i Stockholm, är en svensk kriminalkommissarie som ledde Palmeutredningen mellan februari 1988 och januari 1997.
Ölvebro gjorde grundläggande militärutbildning inom militärpolisen. Han blev polis 1966, fullvärdig konstapel 1967, tjänstgjorde därefter bland annat inom tunnelbanegruppen, anställdes vid kriminalpolisen 1973 och vid rikskriminalpolisen 1977. Ölvebro var på sin tid en av landets främsta mordutredare och ledde hos rikskriminalen flera framgångsrika mordutredningar.
I oktober 1987 tillfrågades Ölvebro om ett arbete som spaningsledare i Palmeutredningen. Den 5 februari 1988 övertog Ölvebro uppgiften och efterträdde därmed Ulf Karlsson. Ölvebro fick 35 kriminalpoliser i utredningen. Under Ölvebros tid ägnades en stor del av polisarbetet åt Christer Pettersson, som fälldes i tingsrätten för mordet på Olof Palme, men som strax därefter friades i hovrätten. Han lämnade utredningen 1997 på grund av interna problem.
Efter tiden i Palmeutredningen var Ölvebro chef för folkrätts- och krigsbrottskommissionen vid kriminalpolisen och var i början på 2000-talet krigsbrottskommissionens ende ledamot.